# 裘氏紫褐牛肝菌
裘氏紫褐牛肝菌（学名：Boletus violaceo-fuscus），或稱紫褐牛肝菌、紫牛肝菌。菌傘陽面呈深紫色、平滑。濕時略帶黏性。菌肉白色。菌柄圓柱型暗紫色、表面有白色網紋，基部膨大。夏、秋季針櫟林地上羣生。分布於台灣、四川、雲南、貴州、廣西、廣東、日本、朝鮮半島。可供食用。

## 名稱
由中國植物學家裘维蕃在雲南取得標本研究並命名。

## 外部鏈接
- 裘氏紫褐牛肝菌在Index Fungorum中的資訊